# Bela Vista do Toldo
Bela Vista do Toldo – miasto i gmina w Brazylii, w stanie Santa Catarina. Znajduje się w mezoregionie Norte Catarinense i mikroregionie Canoinhas.